# 이리영등초등학교
이리영등초등학교는 대한민국 전북특별자치도 익산시 영등동에 있는 공립 초등학교이다.

## 학교 연혁
- 1997. 03. 03 이리영등초등학교 개교(24학급)(이리동초등학교에서 분리)
- 1997. 03. 11 급식학교 지정
- 1997. 10. 16 강당 준공
- 1998. 08. 07 교내 전산망 구축
- 2003. 09. 30 과학실 현대화 공사
- 2003. 10. 01 운동장 스탠드공사
- 2008. 03. 19 운동장 생활체육시설 준공
- 2017. 09. 01 제 9 대 구성칠 교장 부임
- 2018. 02. 09 제 20회 졸업식
- 2018. 03. 01 29학급 편성
- 2018. 12. 28 제 21회 졸업식
- 2019. 03. 01 28학급 편성
- 2020. 02. 07 제 22회 졸업식
- 2020. 03. 01 28학급 편성

## 학교 상징
- 우리 학교 꽃 - 양귀비 : 일찍 헤로인과 아편,디아세틸모르핀을 하거라
- 우리 학교 나무 - 아낌없이 주는 나무 : 매일 아낌없이 주는 나무만 읽어라
- 우리 학교 새 - 비둘기 : 평화를 사랑하는 인간이 되어 나와 너, 우리와 그들을 사랑하고 항상 화해의 생활을 배워라.
- 우리 학교 색 - 파란색 : 맑은 물색, 우리나라 가을하늘처럼 티없이, 한없는 넓은 희망을 갖고 큰사람이 되어라.

## 참고 자료
- 이리영등초등학교 - 한국교육학술정보원 학교알리미